# 阿爾瓦拉德球場
若泽·艾華拉迪球場（葡萄牙語：Estádio José Alvalade）是位於葡萄牙首都里斯本的足球場，亦是葡萄牙其中一個最大的足球場。球會名稱乃由創會人的名字命名，球場高峰時可以容納52,000人，常被歐洲足協用作舉行歐洲賽事決賽的中立場，包括歐洲聯賽冠軍杯和歐洲足協杯等等。
阿爾瓦拉德體育場亦曾在2004年葡萄牙主辦歐洲國家杯時用作主場。當時共有五場比賽在此舉行，其中一場便是在準決賽對荷蘭，結果葡萄牙贏2-1。

## 起源
未改建的何塞·阿爾瓦拉德球場於1956年6月10日啟用，是葡萄牙體育俱樂部的第六座主場。1990年代末，俱樂部計劃進行現代化改造，而這一計劃恰逢葡萄牙成功申辦2004年歐洲國家杯。不過新建球場的決定早在申辦成功前就已確定。
新球場的建設工程於2001年1月15日動工，並根據俱樂部章程，沿用「何塞·阿爾瓦拉德球場」之名，以紀念俱樂部創始人之一。這座球場成為葡萄牙體育俱樂部的第七座主場，並在設計上融合了現代化設施，以符合歐足聯的頂級賽事標準。

## 歷史
何塞·阿爾瓦拉德球場是「阿爾瓦拉德二十一世紀」（Alvalade XXI）綜合體的核心建築，該綜合體由葡萄牙建築師托馬斯·塔維拉（Tomás Taveira）設計，包含多項設施，如購物中心「阿爾瓦拉西亞」（Alvaláxia，內設12廳電影院）、健身俱樂部、俱樂部博物館、體育館、診所以及辦公大樓。新球場的建造費用高達1.84億歐元，較原預算超出約8,000萬歐元，其中葡萄牙政府資助了1,790萬歐元。
球場外觀最初採用多色瓷磚裝飾，後因維護問題被移除。2021年，葡萄牙體育俱樂部宣布將球場看台的座椅顏色統一更換為綠色（俱樂部的主色調），此工程於2022年完成。原先座椅以隨機拼貼的彩色馬賽克形式排列，但在球場啟用後的第二個十年間，逐步全數更換為深綠色。此外，屋頂支撐結構與樓梯通道最初為亮黃色，亦於2011年重新漆成綠色，以強化俱樂部的視覺識別。
儘管何塞·阿爾瓦拉德球場最終獲評為歐洲足球協會聯盟最高等級的五星級球場，但其最初僅被列為四星級場館。球場原設計容納42,000名觀眾，後經調整擴增至50,095席 ，並特別採用聲學工程設計，使其能兼作大型演唱會場地。此外球場地下設有1,315個停車位，其中30個專供殘障人士使用。
何塞·阿爾瓦拉德球場的正式啟用儀式於2003年8月6日舉行，葡萄牙體育俱樂部在該日友誼賽中以3比1擊敗曼聯，路易斯·菲利佩（Luís Filipe）攻入新球場啟用以來的首顆進球，而當時年僅18歲的隊友基斯坦奴·朗拿度亦參與此役，這成為他效力葡萄牙體育俱樂部的最後一場比賽。賽後他的表現促使曼聯主帥費格遜簽下這名新星。
2019至2020年歐洲冠軍聯賽期間，受2019冠狀病毒病疫情影響球場被選為八強賽與準決賽的舉辦場地，比賽會以閉門比賽形式舉行。此外該球場已被列入2030年國際足總世界盃的候選場館名單，該屆賽事將由葡萄牙、摩洛哥和西班牙三國聯合主辦。

## 外部連結
- 里斯本竞技俱乐部网站

| 前任： 烏利維球場 (瑞典哥登堡) | 歐洲足協盃 決賽舉行場地 2005年 | 繼任： 飛利浦大球場 (荷蘭燕豪芬) |